# Emisja głosu
Emisja głosu – proces wydobywania się głosu podczas śpiewu lub recytacji.
Nauka emisji głosu obejmuje zwłaszcza oddychanie, artykulację, przechodzenie z jednego rejestru do drugiego, zmiany dynamiki, barwy. Usprawnienie funkcji narządów uczestniczących w emisji głosu można w metodycznej nauce śpiewu osiągnąć poprzez impostację głosu.